# Wolafka Nándor
Wolafka Nándor, vezetékneve olykor Wolaffka formában is előfordul (Temesvár, 1852. október 2. – Budapest, 1906. május 22.) római katolikus pap, címzetes püspök, teológiai doktor.

## Élete
Szülővárosában végezte középiskoláit, majd Bécsben tanult teológiát. Pappá szenteltetése után a bécsi Augustineumban tovább folytatta teológiai tanulmányait, 1876-ban teológuiai doktori címet szerzett. Ezt követően után a csanádi papnevelő-intézetben hit- és bölcselettanár, székesegyházi hitszónok volt. 1882 márciusától a budapesti központi papnevelő intézetben tanulmányi felügyelő lett. Különféle társulatok alelnökeként, titkáraként, pénztárosaként stb. is működött, 1889-től miniszteri tanácsos, nem sokkal utána címzetes apát, és már ezt megelőzően pápai udvari káplán. 1890-ben elnyerte a nagyváradi litterarium stallumot. 1892 elejétől címzetes püspök és váradi kisprépost, majd 1892. november 17-én debreceni plébános lett a Szent Anna-templomban. Debrecenben nagy gondot fordított a katolikus egyesületi életre, és nőzárdát is létesített; valamint a római katolikus főgimnázium alapításában sikeresen működött. Irodalmi munkásságának elismeréséül a Szent István Társulat tudományos és irodalmi osztálya megalakulásakor tagjául választotta. Titkára volt a Szent László Társulatnak, tagja a római Arcadiai-körnek stb. Kiváló hitszónokként is ismerték. 1899. október 9-én a középszolnoki főesperességre való fokozatos előléptetését a király (I. Ferenc József) jóváhagyta.
1899-ben részt vett a máriaremetei Kisboldogasszony-templom felszentelésében.
Súlyos vesebetegséggel került a budapesti a vöröskereszt kórházba, ahol hirtelen szélütés végzett vele. 54. évében hunyt el.

## Művei
Rendes és állandó munkatársa volt évekig a következő szakközlönyöknek és folyóiratoknak: Landbote (1870-től), Magyar Állam, Magyar Korona, Katholikus Társadalom, Új Katholikus Társadalom, Katholikus Hetilap, Tájékozó, Religio, Katholikus Szemle, Csanád, Havi Közlöny, amelyekben több százra menő dogmatikai, bölcseleti, egyházjogi és történelmi értekezéseket és könyvismertetéseket írt. Szerkesztette a Landbotet (Polit. Wochenblatt) 1877–79-ig Temesvárott.
Könyvei:
- 1. Reflexiók XIII. Leo pápa ő szentsége 1879. aug. 4. kibocsátott «Aeterni patris» apostoli körlevelére. Bölcseleti tanulmány. Budapest, 1882.
- 2. A hazafiság erénye a katholikus egyházban, kiváló tekintettel Aquinoi Szent Tamásra. Budapest, 1883. (Különny. a Kath. Theol. Folyóiratból.)
- 3. Két Szent Istvánnapi Beszéde Bécsben 1886., 1887.

## Emlékezete
Emlékét a debreceni Wolafka-telep őrzi.